# Kamza alközség
Kamza alközség harmadik szintű közigazgatási egység Albánia középső részén, Tirana közvetlen északnyugati szomszédságában, a főváros elővárosi övezetének része. Tirana megyén belül Kamza község része. Székhelye Kamza, további települései Bathorja, Bulçesh, Frutikultura, Laknas, Valias és Zall-Mëner. A 2011-es népszámlálás alapján a Tiranával mára összeépült alközség népessége 66 841 fő, ezzel Albánia hatodik legnépesebb városkörnyéke. Kamza a felsőfokú mezőgazdasági képzés albániai központja, Valiasnál pedig a közép-albániai szénvidék egyik legjelentősebb lignitkészlete található.

## Fekvése
Kamza alközség a Lezha–Tiranai-síkság kistája, a Tiranai-sík északnyugati részén, a Tërkuza és a Tirana folyók közén fekszik. Áthalad rajta a Tiranát Shkodrán keresztül Han i Hotittal összekötő SH1-es jelű főút.

## Története és nevezetességei
Laknas falu területéről a 20. század elején Carl Patsch osztrák régész írta le egy római kori épület romjait, amelyet éremlelete alapján az i. e. 2. századra datáltak, Valias határában pedig egy i. sz. 1–2. századi sírkő került elő.
A vízjárta, ritkán lakott terület legfontosabb települése Kamza volt, amelyet 1431-ben említették először a források, és a 18. századig többször elpusztult. 1830 körül a Toptani család birtoka lett a terület, akik megkezdték a vidék betelepítését, 1882-ben pedig helyőrséget is létesítettek Kamzában.
1922. március 8-án Valiasnál került sor a kormány ellen lázadó gerillaparancsnok, Elez Isufi és a kormánycsapatok közötti fegyveres összetűzésre, amelynek során a kormányerők vezetője, Meleq Frashëri életét vesztette. Parashqevi Qiriazi először 1922-ben nyitotta meg leányiskoláját Kamzában, amely rövid működés után bezárt, de 1927-ben újranyitották és 1933-ig biztosított képzést az albán lányoknak. 1951-ben az egykori iskola épületeiben kezdte meg működését a Mezőgazdasági Főiskola, amely ma Tiranai Mezőgazdasági Egyetem néven működik és kampusza itt található. Az agrárképzéssel párhuzamosan a 20. század második felében Kamzában megszervezték a Vörös Csillag (Ylli i Kuq) mintagazdaságot, amely a főváros lakosságát látta el mezőgazdasági terményekkel, Valiasnál pedig az 1970-es években nyitották meg az ország akkor legkorszerűbb, fagyasztásos aknamélyítéssel művelt lignitbányáját.
Az 1991-es rendszerváltás idején a terület falvai Tirana agglomerációs települései közé tartoztak. Ezt követően azonban megindult a vidéki lakosság nagy arányú migrációja a főváros felé, és 2011-re a Tiranával összeépült alközség lakossága ötszörösére duzzadva elérte a 66 ezer főt.